# Alnus cordata
Alnus cordata é uma espécie de planta com flor pertencente à família Betulaceae.
A autoridade científica da espécie é (Loisel.) Duby, tendo sido publicada em Bot. Gall. 423 (1828).

## Portugal
Trata-se de uma espécie presente no território português, nomeadamente no Arquipélago dos Açores.
Em termos de naturalidade é introduzida na região atrás indicada.

## Protecção
Não se encontra protegida por legislação portuguesa ou da Comunidade Europeia.